# 湯野駅 (福島県)
湯野駅（ゆのえき）は、福島県福島市にあった福島交通飯坂東線の駅（廃駅）、およびバス停である。

## 概要
福島市北部、飯坂温泉街の摺上川の対岸にあたる飯坂町湯野中心部に位置する。かつての福島交通飯坂東線湯野町駅であり、廃線後並行するバス路線のバス停として敷地が利用されており、待合所とバス転回所を備える。2000年9月までは軌道時代の駅舎も存在したが、現在は取り壊され、プラットホーム跡のコンクリートが遺構として残る。

## 歴史
- 1908年（明治41年）4月14日：信達軌道十綱駅（とづなえき）として開業
- 1914年（大正3年）1月21日：延伸に伴い現在地に移転
- 1923年（大正12年）11月5日：飯坂駅（いいざかえき）に改称
- 1943年（昭和18年）から翌年の間：湯野町駅（ゆのまちえき）に改称
- 1967年（昭和42年）9月16日：聖光学院前駅 ‐ 当駅間廃止に伴い廃駅となる。以後バス停として利用される。
- 2000年（平成12年）9月：軌道線時代からの駅舎が取り壊される。

## 路線
福島交通福島支社
- 伊達経由福島駅東口（伊達経由湯野）
- 杉の平
- 飯坂小学校経由杉の平

## 周辺
- 飯坂温泉
- 湯野郵便局
- 国道399号（福島県道5号上名倉飯坂伊達線・福島県道124号飯坂桑折線）
- 福島県道3号福島飯坂線
- 摺上川
- 十綱橋
- 福島市立湯野小学校